# Thilo Versick
Thilo Versick (Minden, 27 november 1985) is een Duitse voetballer (aanvaller) die drie seizoenen (2007-2010) uitkwam voor de Duitse eersteklasser Arminia Bielefeld.